# Hans Bredefeldt
Hans Torsten Lennart Bredefeldt, född 6 april 1946 i Eksjö stadsförsamling i Jönköpings län, död ogift 1 april 1992 i Katarina församling i Stockholm, var en svensk skådespelare.

## Biografi
Bredefeldt utbildade sig på Statens scenskola. Som elev på scenskolan gjorde han 1968 praktik på Stockholms stadsteater i Lars Forssells pjäs Christina. 1967 medverkade han i Dramatens uppsättning av En midsommarnattsdröm.
Direkt efter scenskolan kom Bredefeldt till Riksteaterns Västeråsensemblen och debuterade i Frej Lindqvist och Bengt Ahlfors pjäs Bakåt soldat! med Olof Lundström och författaren Lindqvist själv i en av rollerna.
Under första halvan av 1970-talet arbetade han på Riksteatern och därefter på Västmanlands länsteater i Västerås. 
1980-1983 var han anställd på Stockholms stadsteater där han bland annat medverkade i Fred Hjelms uppsättning av Hoppla, vi lever och i Jan Håkanssons Brott och straff 1982.
Hans Bredefeldt är begravd på Norra begravningsplatsen utanför Stockholm. Han var yngre bror till skådespelaren Gösta Bredefeldt och farbror till skådespelerskan Ellen Bredefeldt.

## Filmografi
- 1965 – Galenpannan
- 1978 – Bomsalva
- 1980 – Lycka till (TV-serie)
- 1981 – Över mitt huvud flyr himlen (kortfilm)
- 1983 – Limpan
- 1983 – Andra dansen
- 1983 – Profitörerna (TV-serie)
- 1986 – En bukett rosor (kortfilm)

## Teater

### Roller (ej komplett)
| År   | Roll              | Produktion                           | Regi                    | Teater                 |
| ---- | ----------------- | ------------------------------------ | ----------------------- | ---------------------- |
| 1980 | Rand              | Hoppla, vi lever! Ernst Toller       | Fred Hjelm              | Stockholms stadsteater |
| 1981 | Christer Gadefeld | Den gråtande polisen Staffan Göthe   | Torbjörn Astner         | Stockholms stadsteater |
| 1982 | Theofan Fritz     | Historien om en häst Leo Tolstoj     | Lars Edström            | Stockholms stadsteater |
| 1982 | Samjotov          | Brott och straff Fjodor Dostojevskij | Jan Håkanson            | Stockholms stadsteater |
| 1983 |                   | Rosornas krig William Shakespeare    | Elisabeth G. Söderström | Stockholms stadsteater |

### Fotnoter
1. ↑  Sveriges Dödbok 1901–2009, DVD-ROM, Version 5.00, Sveriges Släktforskarförbund (2010).
2. ↑  ”Hans Bredefeldt”. Svensk Filmdatabas. http://sfi.se/sv/svensk-filmdatabas/Item/?type=PERSON&itemid=71747&ref=%2ftemplates%2fSwedishFilmSearchResult.aspx%3fid%3d1225%26epslanguage%3dsv%26searchword%3dHans+Bredefeldt%26type%3dPerson%26match%3dBegin%26page%3d1%26prom%3dFalse. Läst 22 oktober 2012.
3. ↑  ”Norra begravningsplatsen, kvarter 12E, gravnummer 523”. Stockholms Stad. http://hittagraven.stockholm.se/sv/Norra-begravningsplatsen/1/12E/523/2. Läst 14 december 2012.
4. ↑  ”Hans Bredefelt”. Dramaten. Arkiverad från originalet den 28 augusti 2010. https://web.archive.org/web/20100828194438/http://www.dramaten.se/Dramaten/Medverkande/Rollboken/?qType=person&value=2212. Läst 14 december 2012.
5. ↑  ”Hans Bredefeldt”. IMDb.com. Arkiverad från originalet den 11 mars 2016. https://web.archive.org/web/20160311025611/http://akas.imdb.com/name/nm0106613/. Läst 22 oktober 2012.